# Sint Antonius Ziekenhuis (voormalig ziekenhuis Utrecht)
Het Sint Antonius Ziekenhuis is een voormalig ziekenhuis in de Nederlandse stad Utrecht. Met Antonius van Padua als beschermheilige was het van oorsprong een katholiek ziekenhuis, een signatuur die tot ver in de twintigste eeuw in stand bleef. Het bevond zich aan de Prins Hendriklaan 40, maar had ook nog een zijvleugel met eigen ingang voor spoedeisende opnamen, aan de Jan van Scorelstraat 2.

## Geschiedenis
In 1903 kocht aartsbisschop Van de Wetering de grond aan en in 1910 werd het ziekenhuis opgericht als St. Antonius Gasthuis. In feite was dit gasthuis een vervanging voor het in 1873 geopende St. Andreas Gasthuis in het Andreasklooster aan de Springweg. Het nieuwe gasthuis telde 150 bedden. In 1926 werden twee nieuwe vleugels aangebouwd en elf jaar later volgde het Maria Paviljoen.
Gedurende de Tweede Wereldoorlog werd het ziekenhuis geëvacueerd, maar daarna maakte het een snelle groei door, onder andere op het gebied van de long- en hartchirurgie. In 1959 werd voor de eerste maal geopereerd met behulp van de hart-longmachine.

## Vertrek en herbestemming
In 1967 ontstonden er plannen voor nieuwbouw. Het ruimtetekort werd nijpend en in 1983 verhuisde het ziekenhuis naar een nieuw gebouw in de Utrechtse voorstad Nieuwegein, aan de Koekoekslaan 1. De bijgebouwen en de kapel in Utrecht werden gesloopt. Het hoofdgebouw zou dit lot delen, maar na protesten bleef het behouden en werd het herbestemd tot appartementencomplex. Het grootste deel vormt nu het gemeentelijk monument aan de Antoniushof.

## Fotogalerij

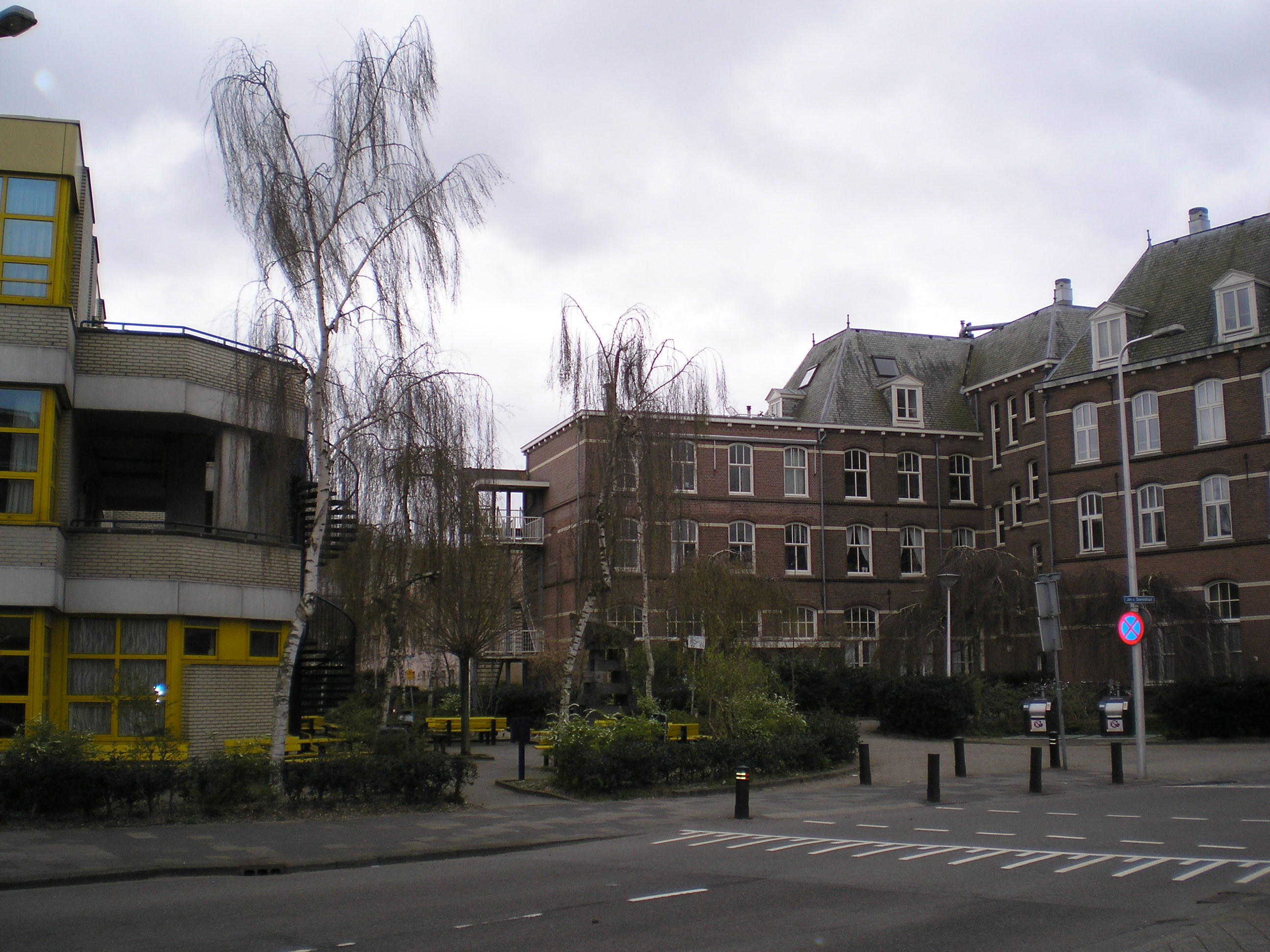
Zijvleugel met ingang voor spoedeisende opname aan de Jan van Scorelstraat 2
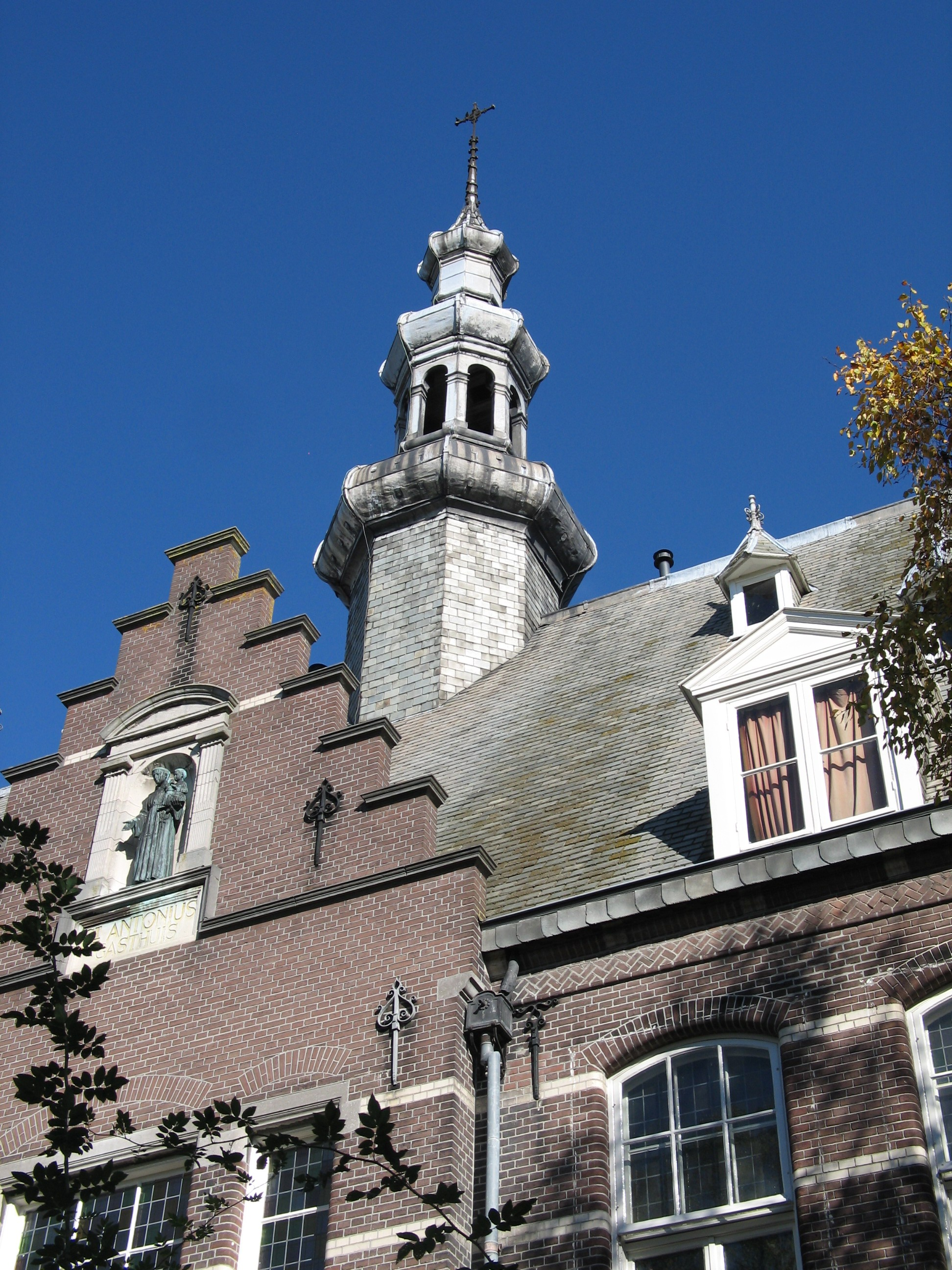
Gevelfragment Prins Hendriklaan 40 met achterstaand torentje

Hedendaags:
Diakonessenhuis ·
Prinses Máxima Centrum  ·
St. Antonius Ziekenhuis (Utrecht) ·
Universitair Medisch Centrum Utrecht

Niet meer bestaand:
Academisch Ziekenhuis Utrecht ·
Amaliastichting ·
Catharijnegasthuis ·
Centraal Militair Hospitaal ·
Emmakliniek ·
Kraamkliniek Huize Ooievaar ·
Leeuwenbergh Gasthuis ·
Mesos Medisch Centrum ·
Ooglijdersgasthuis ·
Stads- en Academisch Ziekenhuis Utrecht ·
Sint Antonius Ziekenhuis (voormalig) ·
St. Joannes de Deo Ziekenhuis ·
Wilhelmina Kinderziekenhuis ·
Ziekenhuis Oudenrijn · 
Ziekenhuis Overvecht